# Durrës arkeologiska museum

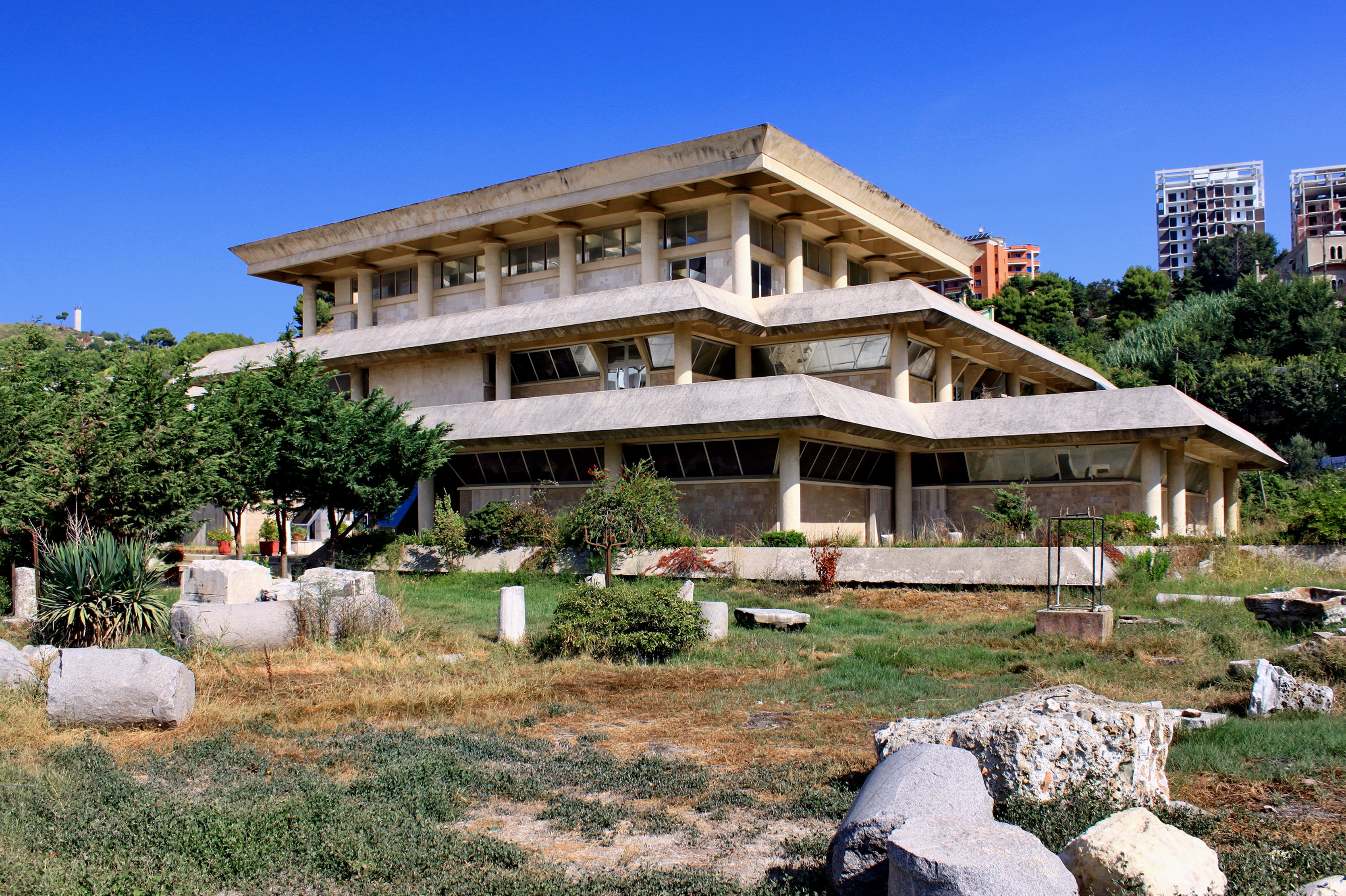
Durrës arkeologiska museum.

Durrës arkeologiska museum är ett museum om arkeologi i staden Durrës i Albanien med många föremål från olika perioder i stadens historia. Museet ligger vid Adriatiska havets kust.